# مطار لاكويلا بريتورو
مطار لاكويلا بريتورو (بالإيطالية: Aeroporto dei Parchi – L'Aquila)‏(إياتا: QAQ، إيكاو: LIAP) هو مطار قرب مدينة لاكويلا في إيطاليا.